# Розвідувальне бюро
Розвідувальне бюро (гінді खुफिया ब्यूरो, Khufīya Bureau англ. Intelligence Bureau (IB)) — найстаріша розвідувальна служба Індії, нині — основне федеральне відомство, яке відповідає за внутрішню безпеку країни. Офіційно перебуває в структурі Міністерства внутрішніх справ Індії, але на практиці директор Бюро є членом Об'єднаного розвідувального комітету (англ. Joint Intelligence Committee) і має повноваження звертатися в разі потреби безпосередньо до прем'єр-міністра.